# Koronka ku czci Ducha Świętego

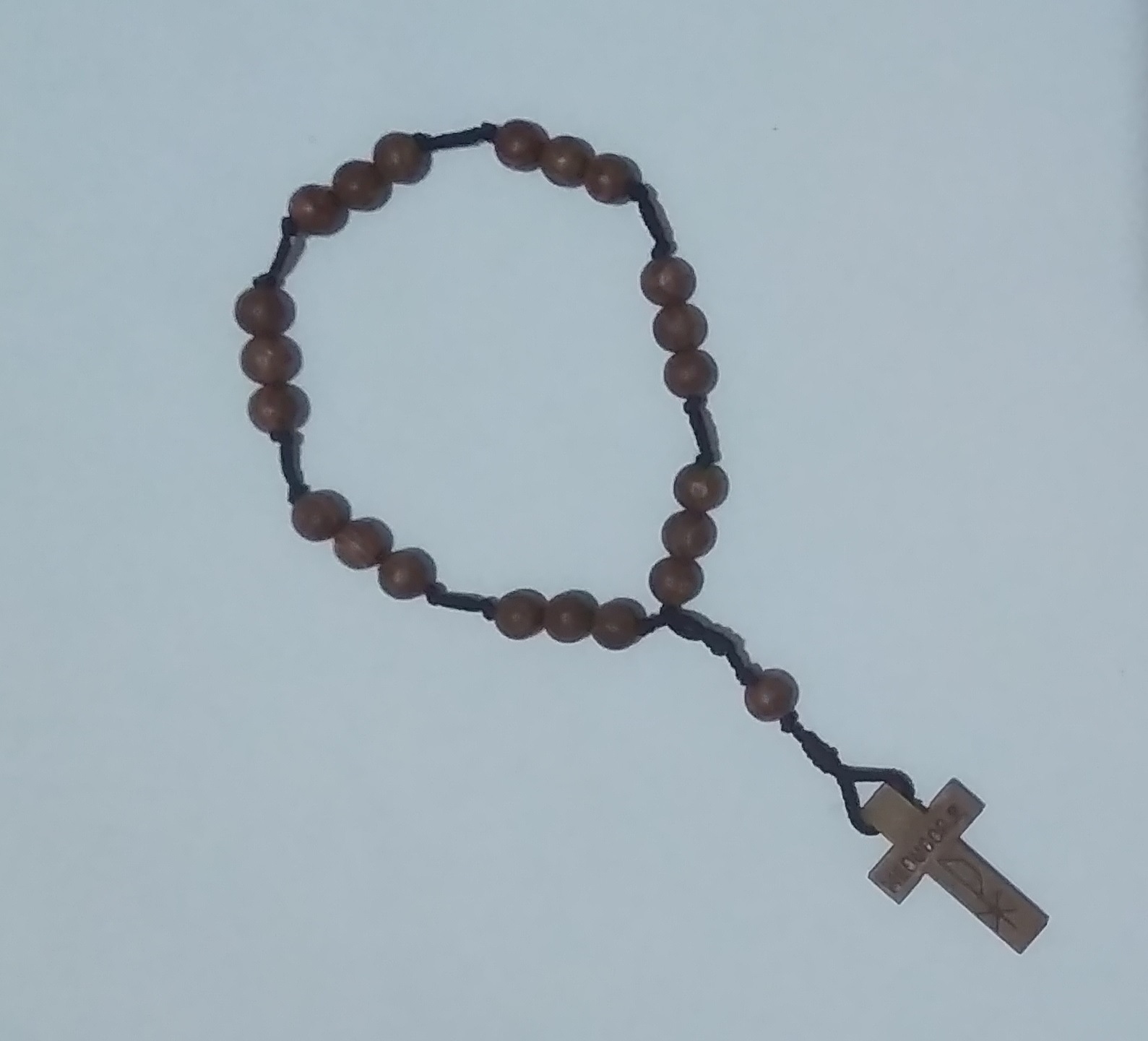
Różaniec Pokoju z Medziugorie (zwany też Koronką Pokoju)

Koronka ku czci Ducha Świętego, znana też jako Koronka do Ducha Świętego i Jego siedmiu darów – modlitwa prośby o zesłanie Ducha Świętego oraz siedem darów: mądrość, rozum (zrozumienie), radę, męstwo, umiejętność, pobożność i bojaźń Bożą.

## Historia modlitwy
Koronka ta została ułożona w 1994 r. w Chludowie przez o. Mirosława Piątkowskiego (werbistę), który chciał w ten sposób ułatwić sobie regularną modlitwę do Ducha Świętego, zgodnie z duchowymi zaleceniami angielskiego kardynała, św. Jana Henryka Newmana (1801–1880) oraz założyciela Zgromadzenia Słowa Bożego (Misjonarzy Werbistów), św. Arnolda Janssena (1837–1909). Inspiracją do ułożenia „Koronki ku czci Ducha Świętego” był otrzymany w prezencie tzw. „Różaniec Pokoju” z Medziugorie, zalecany do regularnej modlitwy przez widzących tam Matkę Bożą.
W 1998 r. twórca koronki opublikował książkę na jej temat, za zgodą Kurii Biskupiej Warszawsko-Praskiej.
Z modlitwy tej korzystają nie tylko zakonnicy, np. kamilianie, ale także wierni świeccy, m.in. z Apostolatu Margaretka. Została przetłumaczona na wiele języków, m.in. angielski, francuski, niemiecki, hiszpański, rosyjski i japoński.
Koronka ku czci Ducha Świętego znana jest nie tylko w Polsce. Została ona rozpowszechniona w innych krajach Europy, Ameryki Północnej, Ameryki Południowej, Azji (w tym na Filipinach, w Indiach) oraz Afryki (m.in. na Madagaskarze).

## Treść koronki
Koronkę rozpoczyna się od krzyżyka (czasem zastąpionego medalikiem z symbolem Ducha Świętego w postaci gołębicy)
- Krzyżyk: W Imię Ojca i Syna, i Ducha Świętego. Amen
- Paciorek po krzyżyku: Wierzę w Boga Ojca... oraz Przybądź, Duchu Święty... (sekwencja śpiewana w kościele tylko podczas świąt Zesłania Ducha Świętego):

```
  Przybądź, Duchu Święty, ześlij z nieba wzięty światła Twego strumień.
  Przyjdź, Ojcze ubogich, przyjdź, Dawco łask drogich, przyjdź, Światłości sumień.
  O, najmilszy z gości, słodka serc radości, słodkie orzeźwienie.
  W pracy Tyś ochłodą, w skwarze żywą wodą, w płaczu utulenie.
  Światłości najświętsza, serc wierzących wnętrza poddaj Twej potędze.
  Bez Twojego tchnienia, cóż jest wśród stworzenia? Jeno cierń i nędze.
  Obmyj, co nieświęte, oschłym wlej zachętę, ulecz serca ranę.
  Nagnij, co jest harde, rozgrzej serca twarde, prowadź zabłąkane.
  Daj Twoim wierzącym, w Tobie ufającym, siedmiorakie dary.
  Daj zasługę męstwa, daj wieniec zwycięstwa, daj szczęście bez miary.
```

Siedem części po trzy paciorki:
1. Bądź uwielbiony, Boże Duchu Święty i przyjdź do nas w darze Mądrości. Ojcze nasz..., Zdrowaś Maryjo..., Chwała Ojcu...
2. ...Rozumu...
3. ...Rady...
4. ...Męstwa...
5. ...Umiejętności...
6. ...Pobożności...
7. ...Bojaźni Bożej...

Zakończenie:
- Prowadzący: Ześlij Ducha Twego, Panie, a powstanie życie,
- Wszyscy: I odnowisz oblicze ziemi.
- Prowadzący: Módlmy się. Boże, Tyś pouczył serca wiernych światłem Ducha Świętego: daj nam w tymże Duchu poznać, co jest prawe i Jego pociechą zawsze się radować. Przez Chrystusa Pana naszego. Amen.
- Prowadzący: Niepokalana Oblubienico Ducha Świętego,
- Wszyscy: Módl się za nami[3].

Odpowiedź wiernych „I odnowisz oblicze ziemi” nawiązuje do słynnych słów Jana Pawła II „Niech zstąpi Duch Twój i odnowi oblicze ziemi, tej ziemi” (w 1979 roku, podczas jego pierwszej pielgrzymki do Ojczyzny), które stały się wezwaniem do walki z komunizmem.

## Znaczenie duchowe
W kolejnych wydaniach książki o. Piątkowskiego o koronce dodano świadectwa osób, którym pomogła ona w rozwoju duchowym i codziennym życiu. 
Modlitwa ta stała się także inspiracją do stworzenia nowenny „owocowej” do Ducha Świętego, opartej na koronce oraz cytacie z Listu do Galatów: „Owocem zaś ducha jest: miłość, radość, pokój, cierpliwość, uprzejmość, dobroć, wierność, łagodność, opanowanie. Przeciw takim [cnotom] nie ma Prawa” (Gal. 5,22-23). 
Zarówno koronka, jak i nowenna, stały się inspiracją do utworzenia sieci przyrodniczych szlaków pielgrzymkowych Rogalińskie Drogi Ducha Świętego z okazji 200-lecia poświęcenia  kościoła pw. św. Marcelina w Rogalinie (patrz Podsumowanie, z pełnym tekstem koronki do druku). Celem tej inicjatywy jest propagowanie obu modlitw do Ducha Świętego (koronki o 7 darów i nowenny o 9 owoców), pieszych i rowerowych pielgrzymek, wycieczek (rodzinnych, szkolnych itp.) lub zwykłych spacerów, a także zdrowego trybu życia oraz szacunku dla przyrody i historii, nie tylko w okolicach Rogalina, ale również w innych miejscach.